# Vallée glaciaire
 (février 2008).
 (décembre 2024).

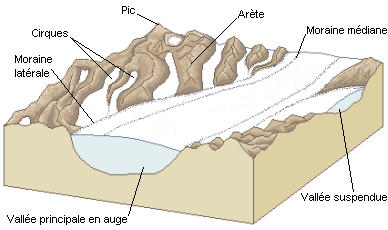
Morphologie d'une vallée glaciaire

Formation d'une vallée glaciaire.

Une vallée glaciaire, vallée en auge ou vallée en U (forme de U, selon une coupe verticale transversale) est un type de vallée caractéristique des régions montagneuses qui ont été affectées par une glaciation régionale. Elle résulte du travail d’écoulement en bloc des glaciers qui remplit le fond d'une vallée et l’érode par surcreusement. Les vallées glaciaires se définissent par leur profil transversal (plus précisément parabolique), mais surtout par leur profil longitudinal fait d'une succession de paliers et de ressauts. Dans la plupart des cas, les vallées glaciaires correspondent à des héritages des glaciations pléistocènes où de puissants courants de glace (en anglais icestream) en provenance des hauts massifs ont utilisé ces axes préexistants pour se diriger vers les piémonts. Ils se sont souvent réunis dans de très grandes vallées longitudinales où se concentrait la glace, comme les vallées de l’Isère, du haut Rhône, du haut Rhin, de l’Inn, de l’Enns, ou encore de la Drave. Cette puissance de transport et de réaménagement a permis l’élargissement, le creusement et le surcreusement de ces vallées et leur confère une certaine maturité par rapport à la jeunesse du massif.

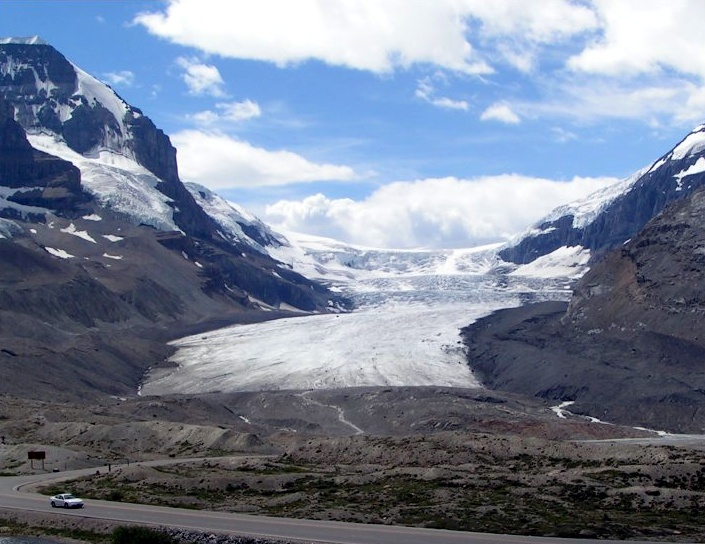
Vallée symétrique du glacier Athabasca au Canada.

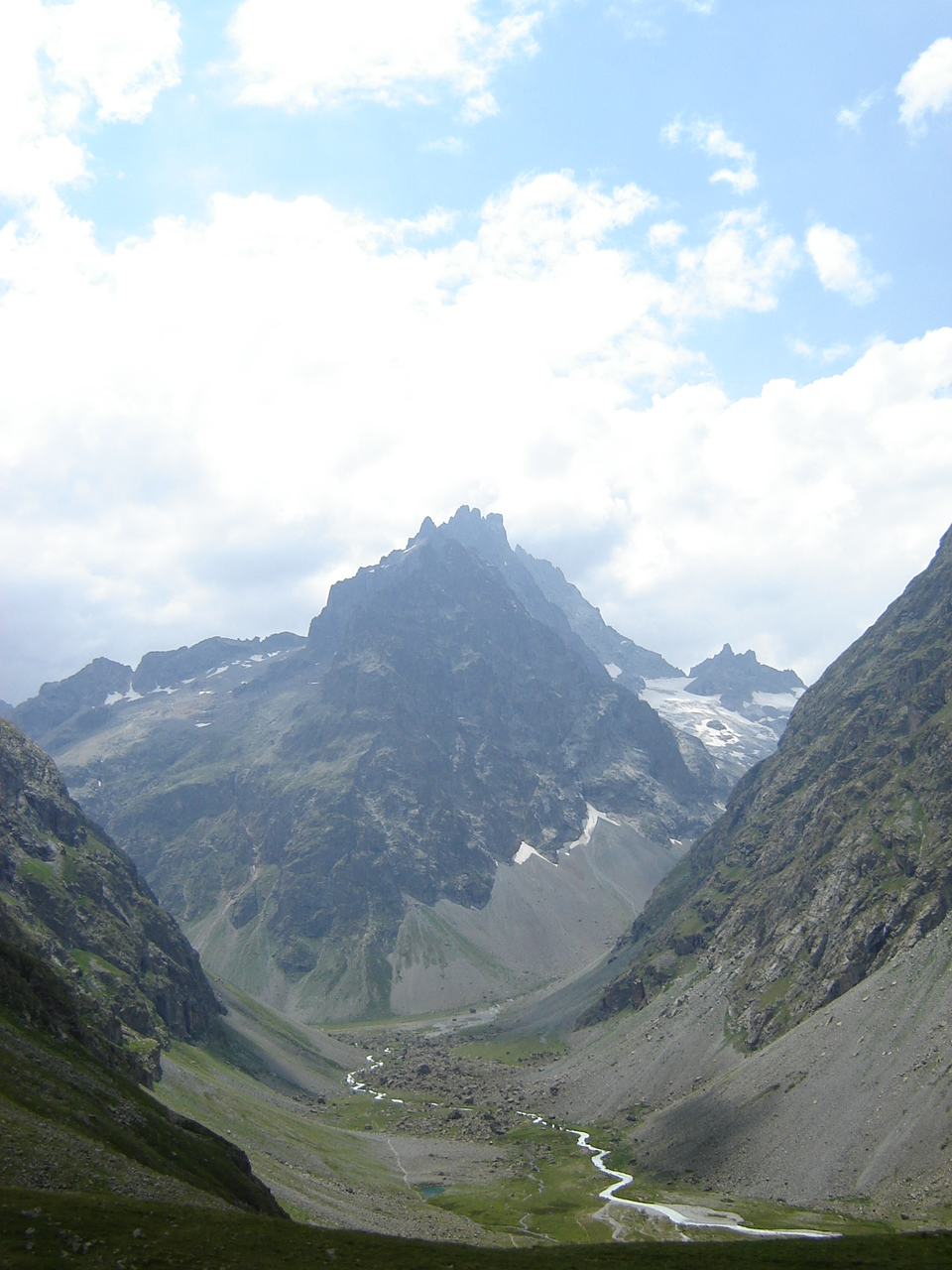
Vallée glaciaire symétrique dans les Écrins (vallée de la Romanche).

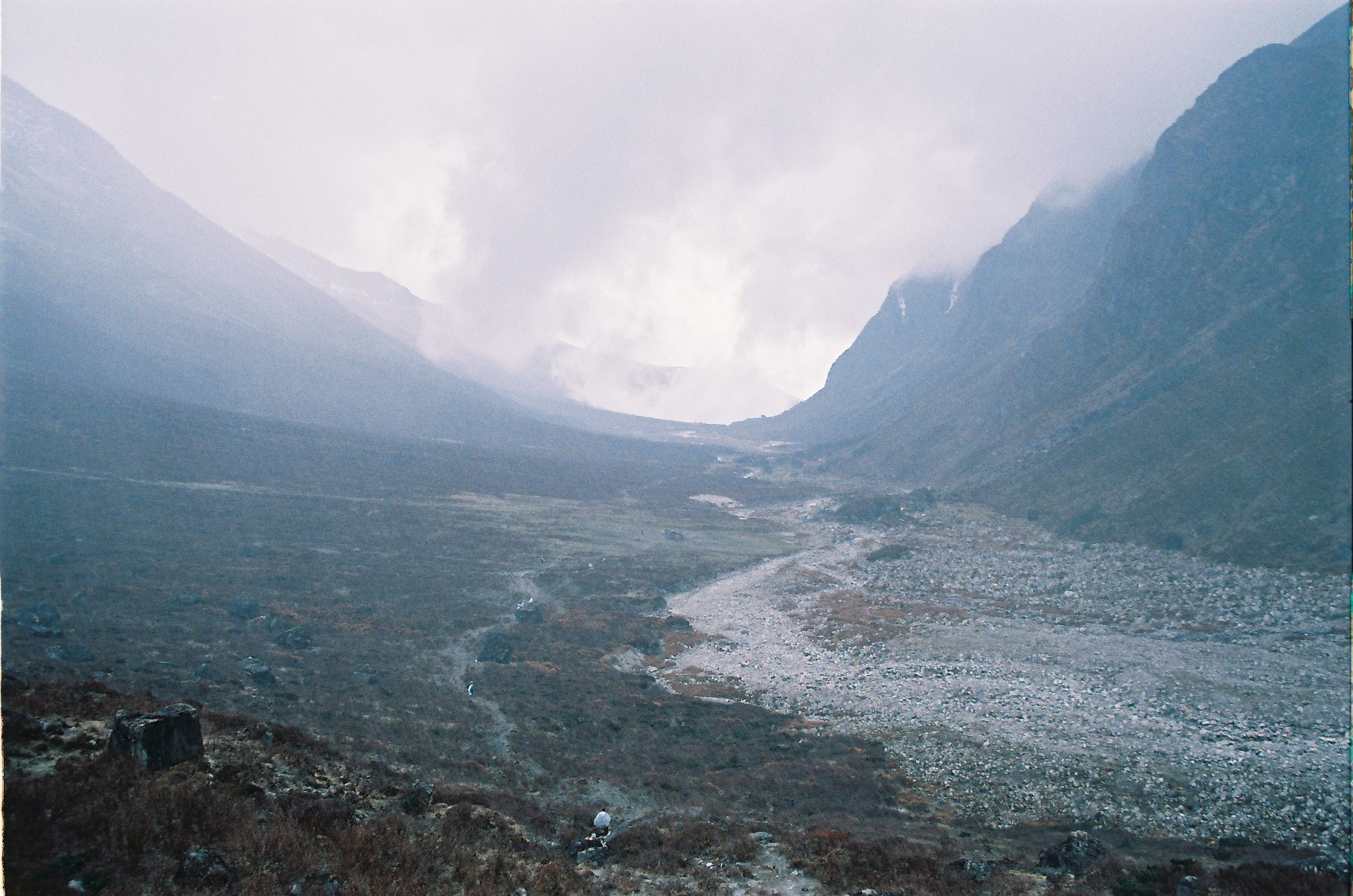
Vallée glaciaire asymétrique dans l'Himalaya indien.

## Le profil en travers
Le profil en travers des vallées glaciaires est discuté depuis le début du XXe siècle. De nombreuses erreurs d’interprétation ont pour origine la généralisation abusive de la forme du profil en travers en auge.

### L’auge glaciaire
La forme la plus caractéristique de vallée glaciaire est la vallée en « U », en auge, ou auge glaciaire, avec des flancs abrupts et un fond plat, notamment lorsqu’il s’agit du fond d’un ancien lac. Cependant, comme le souligne J. Tricart (1981), « l’auge glaciaire est en réalité un lit façonné par un écoulement de glace concentré ». De plus, la forme en auge n’apparaît pas comme une constante.
Toute vallée glaciaire n’est pas en auge : la Maurienne et la Tarentaise présentent davantage un profil en « V » quand d’autres vallées présentent un profil dissymétrique, comme les gorges du Manival, en Oisans.
L'auge glaciaire peut être réduite à certaines sections d’une vallée. Le profil peut s’évaser ou, au contraire, se rétrécir dans des gorges étroites et pas seulement dans les verrous, comme les gorges du Guil (Queyras) ou les gorges de Servoz à l’aval de la vallée de Chamonix.
Une vallée en « U » n’est pas obligatoirement d’origine glaciaire. Des exemples existent dans le massif du Sinaï, en Égypte.
Les vallées glaciaires présentent de nombreux types de profils en travers tout le long de leur développement longitudinal ; les auges existent principalement à l’amont des grandes vallées glaciaires, même si l’aspect en auge est plus apparent que réel. De plus, certaines auges glaciaires qui apparaissent ainsi suivant un certain profil sur le terrain, ne le sont plus d’un autre site ou ne résistent pas lorsque l’on dessine ce profil sur le papier. Dans les auges glaciaires « parfaites », le fond plat est lié à l’accumulation d’alluvions finies ou postglaciaires de fond de vallée, remblayant complètement le lit de l’ancien torrent sous-glaciaire qui peut être très profond. 
Il existe des épaulements et des vallées suspendues. Les interprétations traditionnelles de ces formes dépendent des positions des auteurs. Pour les antiglacialistes, l’existence de ces formes serait liée au maintien du profil des anciennes vallées « mûres » préglaciaires qui se seraient conservées. L’auge, quant à elle, résulterait du passage du glacier dans une vallée plus « jeune », emboîtée dans la précédente. Chaque replat correspondrait alors au fond d’une auge creusée par une glaciation antérieure. Pour les ultra-glacialistes, « L’auge glaciaire paraît correspondre souvent non pas à un courant fait à la mesure du glacier, mais à la partie profonde du courant glaciaire » (Blache, 1960). En effet, dans un glacier alpin, la couche superficielle, circulant au niveau des replats, s’écoule sans grands effets sur le bedrock, alors que les couches profondes, soumises à des pressions élevées, déterminent une forte érosion.

### Remarques théoriques
D’après les calculs théoriques, la forme en tuile romaine serait la forme idéale, correspondant à un compromis entre la section idéale pour permettre l’écoulement de la glace et la section élargie par érosion latérale. Selon Embleton & King (1975), le profil transversal d’une auge correspondrait à une parabole d’équation {\displaystyle y=0,000402x^{2,046}}. D’après R. Vivian (1975), la base des versants sont les sites où l’érosion est maximale pour trois principales raisons :
- la présence de grandes quantités de débris en provenance des versants permet le jeu de l’abrasion, notamment en début et en fin de glaciation, lorsque les versants sont dénudés ;
- la faible épaisseur de glace favorise la pénétration d’ondes de gel à l’intérieur du glacier, permettant le débitage et la gélifraction. Le délogement et l’arrachement de débris sont donc très puissants ;
- dans ce secteur du glacier, existent également les torrents juxtaglaciaires ou sous-glaciaires. Ceux-ci creusent des chenaux et même des gorges, ce qui accentue les valeurs de glissement du glacier sur le bedrock.

Ces types de modelages élargissent par la base le talweg de la vallée glaciaire et creusent des sections d’auges. En fait, « le calibrage et l’allure du profil en travers de la vallée sont essentiellement dus aux formes d’accumulations glaciaires » (Vivian, 1975), c’est-à-dire que les plaquages de moraines latérales et de dépôts juxtaglaciaires acquièrent un profil concave lors du passage du glacier, tandis que les inégalités du bedrock sont masquées par les accumulations fluvio-glaciaires et/ou fluviolacustres.

### Les épaulements
Classiquement, on définit les épaulements comme des replats latéraux continus et symétriques situés sur les flancs d’une vallée glaciaire.

### Les vallées suspendues
La plupart des vallées affluentes d’une vallée glaciaire débouchent au-dessus du fond de la vallée principale : on dit que ce sont des vallées suspendues. Le cours des rivières postglaciaires franchit ce gradin de confluence par une gorge dite « de raccordement » ou par une cascade (vallée de Lauterbrunnen, dans l’Oberland bernois), lorsque la lithologie est homogène. Il est même possible que la vallée qui apparaît aujourd’hui comme la vallée principale ait été une vallée secondaire durant les glaciations pléistocènes, à l’image de la Romanche et du Vénéon, de l’Arc et du Doron de Termignon ou de la Durance et de la Gyronde. Ces vallées suspendues sont nettement moins creusées que les vallées principales et possèdent souvent un profil « en V ». Il est également possible qu’une grande vallée s’achève sur un ensemble de vallées suspendues, comme la vallée de Chamonix en amont de Passy où le val Montjoie est suspendu. On remarquera, dans un premier temps, que les vallées suspendues sont liées à des glaciers moins puissants que le glacier principal. Cependant, il existe plusieurs cas de vallées suspendues : 
- les vallées suspendues à englacement inexistant ou réduit : dans ce cas, le problème de la différence de creusement ne se pose pas. Le gradin de confluence est lié à l’absence de creusement en période glaciaire de la vallée suspendue. Dans certains cas, il y a pu avoir une diffluence du glacier principal dans la vallée secondaire. Ce fut notamment le cas du glacier de la Romanche dans la Matheysine ou du glacier de l'Isère dans le val de Lans ;
- les vallées suspendues dissymétriques : Dans le cas où il a existé des glaciers dans les deux vallées, il est possible de faire appel aux conditions structurales et à l’orientation des vallées. En matériel homogène, les glaciers les plus puissants sont en orientation nord et les vallées suspendues sont donc plus nombreuses ; c’est notamment le cas dans la vallée du Vénéon (Oisans). En matériel hétérogène, les conditions structurales prennent l’avantage sur l’orientation. Ainsi, dans la vallée de la Romanche, les glaciers situés en rive droite ont des vallées plus profondes, creusées dans les roches sédimentaires. Ils ont été plus nombreux qu’en rive gauche, creusée dans les roches cristallines (Montjuvent, 1978) ;
- les gradins de confluence : la dénivellation du gradin de confluence est, le plus souvent, dépendante de la surface de la vallée suspendue : plus cette surface est faible, plus la dénivellation du gradin de confluence est grande ;
- les gorges de raccordement : le raccord entre les deux cours d’eau affluents peut se faire par une gorge de raccordement. Cette gorge a été creusée à la fois par le cours d’eau sous-glaciaire et par le cours d’eau, héritier de la vallée glaciaire. Les roches particulièrement résistantes ne laissent pas de sillon de raccordement et la jonction se fait par une cascade. Les vallées suspendues ont longtemps été des sites favorables au développement d’usines hydroélectriques et de barrages de retenue.

### Le problème des auges emboîtées
Dans certaines vallées glaciaires, il existe plusieurs épaulements qui s’étagent jusqu’à la surface de la glace et qui apparaissent emboîtés. L’origine de ces formes est posée ainsi : s’agit-il d’une différence d’intensité et de durée des processus glaciaires avec une épaisseur de glace plus limitée sur les bords ou d’une différence d’ordre structural, les « épaulements » sont taillés dans des roches où la densité des fractures est moindre. Ainsi, les auges actuelles du glacier d’Argentière et de la Mer de Glace sont délimitées par des fractures. Cependant, même si la glace ne peut transmettre des pressions supérieures à 20 000 Pa (2 bars), on ne peut que s’interroger sur ce problème en considérant les remarques suivantes (Bozonnet, 1981) :
- les épaulements n’existent pas dans les bassins d’alimentation glaciaire et apparaissent progressivement vers l’aval ;
- il existe un emboîtement d’auges sur la rive gauche du glacier du Brouillard (val Vény) qui s’explique difficilement par des raisons structurales.

### L’obturation glaciaire
Le processus d’obturation glaciaire est lié à une diffluence modérée d’une langue glaciaire à l’intérieur d’une vallée non englacée. Les formes et formations associées à ce processus sont : 
- un ou plusieurs arcs morainiques frontaux, à convexité tournée vers l’amont et non vers l’aval comme dans les vallées « normales » ;
- un remblaiement fluvio-glaciaire ou glacio-lacustre, lié au barrage constitué par le glacier. Il forme alors une banquette ou une plaine alluviale.

Dans la plupart des cas, cette vallée est drainée par un ravin parallèle au glacier et entaillant les matériaux juxtaglaciaires. Dans le cas d’une région karstique, elle peut évoluer en une dépression fermée de karst couvert, c’est-à-dire en pseudo-poljé dont les eaux se perdent dans les versants calcaires.

## Le profil en long: les verrous et les ombilics glaciaires
Le profil en long de la vallée glaciaire est plus caractéristique que le profil en travers : il montre des formes de surcreusement ou ombilics, c’est-à-dire des formes de creusement, correspondant topographiquement à des cuvettes lacustres, des petits bassins, voire des petites plaines alluviales, limitées à l’aval par une bosse, une contre-pente, un simple resserrement de la vallée ou verrou, contourné par les rivières principales. La première succession de modelés de ce genre est le cirque glaciaire, lieu de naissance du glacier.

### Définition et environnement du verrou
On appelle verrou une barre rocheuse accidentant le profil en long d’une vallée glaciaire et le plus souvent située à l’aval d’un ombilic.
- Les verrous sous la glace : lors de l’englacement, le glacier franchit les verrous par un décollement de la glace à l’amont et à l’aval. La rupture de pente est franchie par une série de crevasses et de séracs. Les eaux sous-glaciaires s’étalent à l’amont, façonnant l’ombilic et creusent des gorges de verrou à leurs côtés.

- Aspect et genèse des verrous-barres : dans les zones déglacées, on peut remarquer que les verrous-barres sont de tailles variables, mais leur caractéristique est d’être à l’échelle du relief environnant. Mais, ils peuvent ne correspondre qu'à un simple resserrement de la vallée associé à une rupture de pente comme les gorges de la Poya dans la vallée de Chamonix ou les resserrements entre Ville-Vieille et Aiguilles ou entre Aiguilles et Abriès dans le Queyras). Il faut alors imaginer les ombilics beaucoup plus profondément creusés sous le glacier qu'ils ne le sont à l'Holocène après piégeage de divers sédiments détritiques glaciaires, glacio-lacustres, fluvio-glaciaires, lacustres et fluviatiles. Lorsqu’ils sont monolithiques c’est-à-dire constitués d’une seule roche, l’origine du profil dissymétrique des verrous ressort nettement, du fait de la double action de l’abrasion à l’amont et du quarrying à l’aval :
  - l’aspect de roches moutonnées que l’on constate à l’amont du verrou est liée à l’abrasion provoquée par la compression de la glace : la roche est alors lissée et striée, c’est-à-dire moutonnée ;
  - l’aspect décharné à l’aval du verrou — profil en « marches d’escalier » — est dû au quarrying, processus à mettre en rapport avec l’alternance gel/ dégel sous le glacier décollé du verrou ;
  - certains verrous déglacés peuvent être en partie ennoyés et former des îles dans la mer — au large des fjords, par exemple — ou dans un lac comme les îles Borromées sur le lac Majeur au large de Stresa (Italie du Nord). Dans d’autres cas, ils forment des presqu’îles à l'image du roc de Chères sur le lac d'Annecy.

- Les verrous-gradins : ce sont des discontinuités dans un lit ou ancien lit glaciaire sans contre-pente à l’amont et sans surcreusement de l’ombilic. On les trouve généralement à l’amont des vallées glaciaires, entre les cirques et les amphithéâtres glaciaires ou à l’aval des vallées suspendues pouvant alors être qualifiées de gradins de confluence.

### Les ombilics
L’ombilic désigne une cuvette topographique située le plus souvent à l’amont d’un verrou au sein d’une vallée glaciaire. Les ombilics sont liés à l’étalement des eaux sous-glaciaires et à une vitesse moindre du glacier en amont du verrou. Ces deux phénomènes sont accentués par la stagnation éventuelle d’un culot de glace morte pendant les périodes de fonte du glacier.

### Les rapports entre les verrous et les ombilics
Dans la très grande majorité des cas, les verrous sont précédés d’un ombilic. Les verrous sont façonnés sinon dans des roches dures, au moins dans des roches plus résistantes que les ombilics. Ceci est dû à l’augmentation de la pression hydrostatique à l’amont d’un obstacle qui permet l’abaissement du point de congélation et permet la fusion. Les matériaux solides présents à la base du glacier vont pouvoir pénétrer à l’intérieur du fait de la surcharge en glace.
- Dans les roches sédimentaires hétérogènes : lorsque la lithologie est hétérogène, ce sont les couches les plus rebelles à l’érosion glaciaire qui sont mises en relief (grès durs, calcaires) et les couches tendres qui sont excavées.

- Lorsque la lithologie paraît homogène, c’est-à-dire que les roches sont les mêmes dans le fond de l’ombilic et sur le verrou, l’érosion différentielle s’est appuyée sur d’autres facteurs :
  - les conditions tectoniques faisant alterner des zones de roches broyées et des zones de roches saines ;
  - la direction de l’écoulement glaciaire par rapport au pendage des couches, voire à la foliation des roches.

On admet qu’un verrou n’est pas obligatoirement précédé d’un ombilic. Ainsi, le verrou de Séchilienne ou Portes de l’Oisans (vallée de la Romanche), n’est précédé d’aucun ombilic. Il correspond à une large bande d’amphibolites très résistantes. L’ombilic de Vizille a un encaissement considérable (135 m en amont de la ville). Il comporte deux cuvettes (Vizille et Séchilienne), séparées par le rétrécissement de La Bathie. Il est creusé au contact entre le massif cristallin de Belledonne et le sillon subalpin, en position monoclinale.

### La genèse des verrous et des ombilics
La préservation des verrous et l’approfondissement des ombilics est donc un fait acquis, mais il faut revenir sur les conditions de leur existence et de leur façonnement.
- Dans les hautes vallées glaciaires à structure et lithologie homogènes : à l’image de la haute vallée du Vénéon, il n’y a ni ombilic ni verrou, ni élargissement du profil aux nombreux confluents. Il n’y a donc aucun rapport entre la genèse de ces formes et la puissance des anciens glaciers.

- Dans d’autres vallées glaciaires, plus petites, à structure hétérogène : comme dans les vallées de l’Eau d’Olle ou de la Bonne (Oisans), on trouve des ombilics (Grand’Maison, Valbonnais) sur des affleurements de roches tendres, fermés par des verrous (Maupas, Pas du Prêtre). À Gap, le verrou est en roche peu résistante (marno-calcaires) mais qui constitue un relatif môle de résistance dans une dépression creusée dans les marnes noires callovo-oxfordiennes autour du dôme de Rémollon. Or, les glaciers surcreusent aux endroits où leur écoulement est lent et n’érodent que très peu là où l’écoulement est rapide, car la glace est un fluide très visqueux, suivant les lois physiques générales qui régissent cet état de matière. Les expériences menées montrent ainsi qu’un fluide circulant dans un conduit avec un débit supposé constant exerce sur ses parois une pression inversement proportionnelle à sa vitesse. Il y a ainsi surpression dans la section large par rapport à la section étroite :
  - à l’amont des verrous, la glace est soumise à de fortes pressions et a tendance à fondre. Ces alternances engel/dégel permettent ainsi le façonnement des ombilics ;
  - à l’aval des verrous, la glace est soumise à des pressions plus faibles et l’eau libérée à l’amont a tendance à regeler, ce qui permet l’arrachement de blocs (quarrying) aux verrous.

Il suffit donc d’un rétrécissement transversal, hérité du modelé préglaciaire, pour que s’amorce le surcreusement en amont par suite des différences de pression dynamiques que le glacier exerce sur son lit. Ainsi, il n’y a pas de surcreusement possible sans rétrécissement à l’aval, comme dans la Dombes, au Nord-Est de Lyon, pourtant composées de formations tendres — « Alluvions Jaunes » ou formation lacustre du Pliocène inférieur —, envahies par les glaciers lors de la glaciation de Riss.

### Synthèse

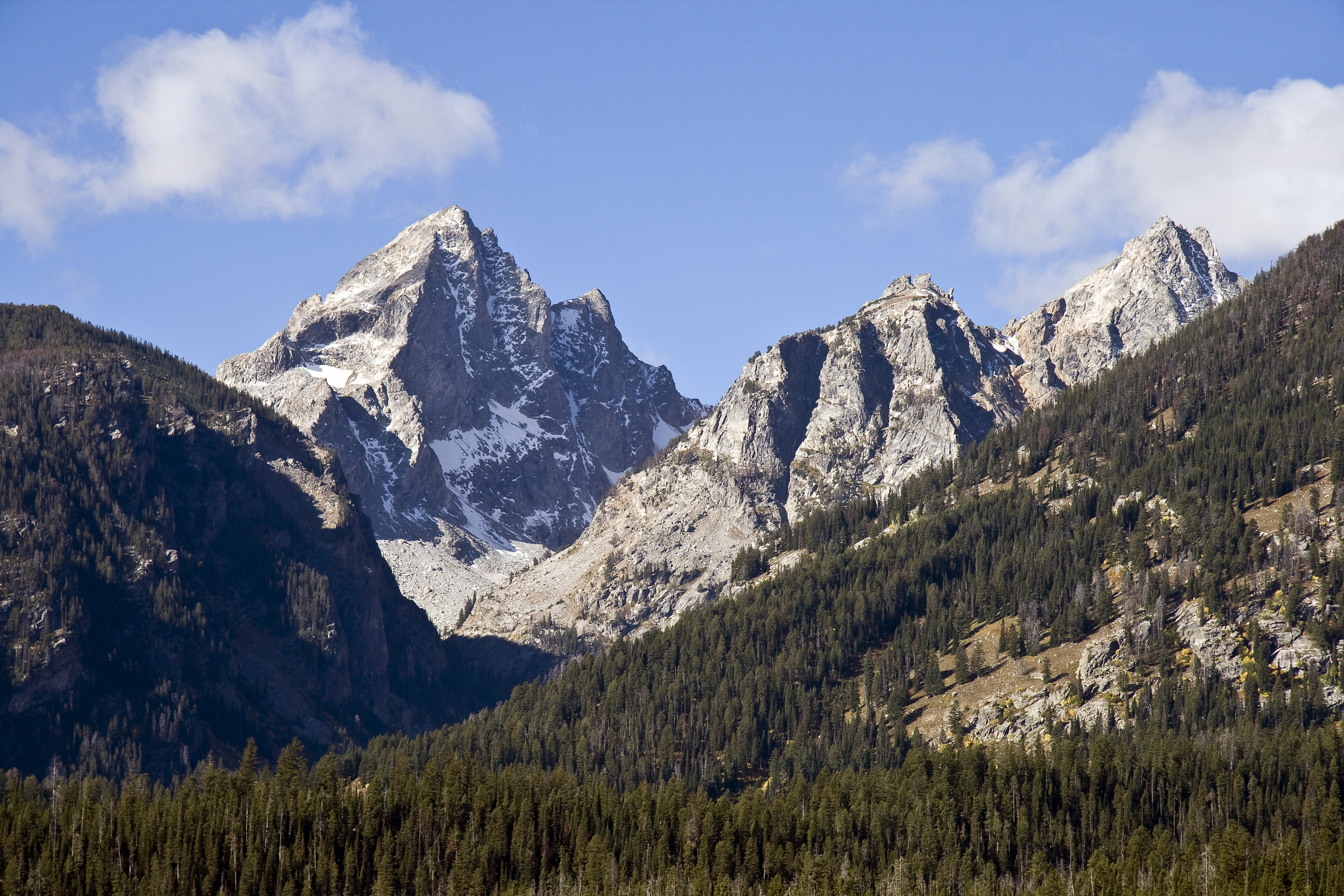
Une vallée glaciaire : la fourche sud de l'Avalanche Canyon dans le parc national de Grand Teton (État américain du Wyoming).

Le profil longitudinal d’une vallée glaciaire apparaît donc comme le résultat d’un double travail de l’érosion et de l’accumulation.
- L’évolution des vallées en période glaciaire : le creusement des fonds de vallées ainsi que des bords inférieurs des versants s’effectue principalement en période glaciaire. Il s’accompagne d’un remblaiement morainique d’ampleur variable, constitué de tills de fond puis de tills d’ablation lors de la déglaciation. Lors des périodes de déglaciation ce modelé caractéristique permet le tronçonnement de l’icestrœm : les verrous sont généralement déglacés plus précocement que les ombilics.

- L’évolution des vallées en période interglaciaire : le remblaiement postglaciaire des fonds de vallées s’effectue notamment par des processus fluviatiles et lacustres. Les processus affectant les versants sont très variables, suivant les sites : certains sites tendent à s’évaser, par écroulement de pans de versants, tandis que d’autres tendent à se régulariser, par les actions périglaciaires ou par le ruissellement. Les ombilics sont souvent remblayés par des dépôts morainiques (tills de fond), surmontés par des alluvions fluvio-glaciaires fini-glaciaires, puis lacustres et/ou fluviatiles postglaciaires. Ces matériaux proviennent de l’amont de la vallée ou des vallons et des versants perpendiculaires à l’ombilic, dont la fréquence et l’intensité des apports sont liés aux fluctuations climatiques. Le contrôle de la sédimentation à l’intérieur de l’ombilic est assuré par différents éléments :
  - le contrôle-aval, représenté par les barrages temporaires, soumis à des processus d’embâcles et de débâcles, ces dernières pouvant être brutales ou non ;
  - le contrôle litho-structural qui règle la présence et la hauteur du verrou ainsi que la profondeur de l’ombilic.

En outre, ce contrôle du comblement de la sédimentation au niveau local conditionne le niveau de base, la pente de l’ombilic ainsi qu’indirectement, la géométrie des formations contenues, du fait des ruptures éventuelles de barrages qui permettent l’étagement ou la superposition des dépôts.

## Le problème du surcreusement des ombilics
Le surcreusement peut se définir comme le profond creusement d’une portion de vallée limité à l’aval par une contre-pente, résultat caractéristique des actions glaciaires. Les cuvettes laissées par les grands glaciers quaternaires sont souvent de taille et de profondeur impressionnantes. Par exemple, le Léman est limité à l’aval par un seuil de 310 m dont 255 m sont liés au surcreusement et 55 m au barrage morainique frontal de Laconnex-Bardonnex, à l’aval de Genève (Charollais & al., 1990).

### La localisation théorique des zones surcreusées
La localisation des zones surcreusées dépend de deux facteurs : la position par rapport à l’inlansdsis et les influences litho-structurales.
- La position par rapport à la calotte glaciaire ou à l’inlandsis : sous les langues glaciaires et surtout sous les calottes et les inlandsis, les surcreusements sont profonds. Ces organismes glaciaires ont eu plusieurs types d’impacts sur l’évolution géomorphologique régionale :
  - ils ont protégé le relief des régions centrales, n’ayant eu que des glaciers peu mobiles et donc peu susceptibles d’érosion ;
  - les courants glaciaires divergeant à partir de la calotte centrale ont raboté, surcreusé le pourtour des régions centrales ;
  - ils ont déposé divers types de matériaux morainiques et fluvio-glaciaires le long des icestrœm et sur les piémonts.

Cependant, les zones zurcreusées ne correspondent pas obligatoirement aux zones de fortes accumulations de masses de glace : ce phénomène, même s’il est nettement visible actuellement, apparaît davantage comme une conséquence du surcreusement que d’une véritable cause. En effet, « les variations de pression ne sont pas proportionnelles à la variation d’épaisseur de glace qui surmonte les points de mesures. La glace ne peut transmettre aucune contrainte dépassant 200 Pa, soit 2 bars » (Vivian, 1975).
- Les influences litho-structurales : les données lithostructurales influent non seulement par la nature de la roche, mais encore par l’orientation des joints stratigraphiques, des fractures, des failles, des diaclases et des zones de broyage. Les glaciers tendent à surcreuser dans des secteurs particuliers où l’on remarque les conditions suivantes :
  - l’écoulement de la glace est lent ;
  - l’écoulement de la glace est étalé sur une large portion du lit ;
  - les eaux sous-glaciaires sont largement étalées ;
  - à ces trois phénomènes est associée l’érosion différentielle dans des roches plus fragiles.

Ces facteurs permettent le façonnement des ombilics par la multiplication des cycles d’alternances gel/dégel consécutifs aux variations de pression car à l’amont des obstacles, la glace est soumise à de fortes pressions et a tendance à fondre. Au contraire, lorsque la vitesse est rapide, l’érosion est limitée.
Ainsi, la cuvette du bas Grésivaudan est-elle particulièrement surcreusée, puisque l’on passe d’une vallée large à une vallée plus étroite — la cluse de Grenoble —, où la vitesse a dû être accélérée, alors que le débit était accru par les apports de la Romanche (Monjuvent, 1978). La haute Maurienne en amont du verrou de l’Esseillon est un exemple intéressant avec alternance de verrous et d’ombilics liés aux conditions litho-structurales :
- l’ombilic de Bramans-Termignon, long de 10 km, creusé dans la semelle gypsifère de la nappe des schistes lustrés. Il est en plus calqué sur un accident majeur constitué par la faille de Modane-Ruisseau de la Chavrière ;
- l’ombilic de Lanslebourg, long de 6 km, qui appartient à la même unité morphostructurale ;
- enfin, l’ombilic de Bessans, long de 6 km également, est surcreusé dans la nappe de schistes lustrés elle-même.

### Interprétation dynamique du surcreusement
On peut distinguer deux grands types de surcreusement : le surcreusement sous-glaciaire et le surcreusement proglaciaire.
- Le surcreusement sous-glaciaire : c’est le débitage de blocs à l’aval des protubérances du lit, lié au regel et à la cavitation qui s’y produisent et ne dépend pas de l’apparition d’un fort glissement par coalescence des cavités. L’érosion sous-glaciaire peut donc se poursuivre même si le lit se creuse et si, corrélativement, l’épaisseur de la glace croissant, la vitesse du glissement diminue. Le polissage, par contre, est fonction de la vitesse du glissement : il est maximal au-dessus des verrous, où le glacier est mince et la vitesse est très grande.

En Antarctique, les sondages et les radio-échosondages montrent que les icestroem étudiés se localisent dans des zones en creux du substratum qui sont de larges vallées en berceau évasés alternant avec des ombilics profonds et étroits. En surface, la glace se présente avec un profil longitudinal plus ou moins concave, la concavité la plus nette étant marquée par la convergence des flux de glace (Godard & André, 1999).
- Le surcreusement proglaciaire : lorsqu’un glacier est en période de recul, le bedrock apparaît d’abord sur les verrous et le glacier finit par se fragmenter, isolant des culots de glace morte qui stagnent dans les ombilics. Dans ces paliers intermédiaires, il n’y a plus d’avance ni de recul du front, faute d’alimentation en provenance de l’amont, ce qui provoque une alternance de périodes de gélivation fréquentes, associées à des périodes d’évacuation des débris précédemment arrachés.

## La typologie des vallées glaciaires
Le rôle de la structure dans l’élaboration des vallées glaciaires est évident : les vallées glaciaires ouvertes dans des formations géologiques variées ont modelé des versants de pente et de régularité variables. Ainsi, dans le Queyras, la vallée du Guil oppose nettement deux domaines : 
- à l’amont, une vallée en « V », très évasée, dans les schistes lustrés piémontais. Les sollicitations de la structure se lisent dans la dissymétrie des vallées perpendiculaires ;
- à l’aval, une vallée très étroite — les gorges du Guil — dans les calcaires des nappes briançonnaises.

### Dans les roches résistantes
Les trois grands types de roches résistantes réagissent différemment aux contraintes tectoniques qui auront un effet sur l’érosion glaciaire ultérieure.
- Les calcaires massifs : les calcaires massifs ont des directions de fractures évidentes et donnent ainsi souvent des vallées glaciaires bien calibrées. La Lauterbrunnental (Oberland bernois), creusée dans les calcaires résistants de la nappe du Wildhorn, montre des épaulements (Wengen, Mürren), correspondant au toit des calcaires, des cascades (Staubach et Trümmelbach) et des couloirs d’avalanches fossiles sur les flancs. Les vallons glacio-karstiques correspondent à d’anciennes vallées glaciaires creusées dans les calcaires et plus ou moins surcreusées en amont des verrous. Le lac de Flaine (massif du Giffre), situé 84 m sous le col du Cou, est un bel exemple de lac glacio-karstique, ayant évolué en poljé à l’intérieur d’une vallée de ce type. Ses eaux se perdent dans le plancher hauterivien.

- Les roches cristallines homogènes : dans ces types de roches, le réseau de fractures est très dense et le plus souvent, les fractures très localisées (lignes de failles) s’expriment par des parois raides ou subverticales (vallée du Vénéon). Cependant, les véritables auges sont assez rares.

- Les roches à plan de schistosité très marquées : dans les gneiss ou les schistes cristallins, les vallées glaciaires montrent généralement des formes de vallées souvent plus évasées, sauf lorsque la foliation est verticale ou subverticale (vallée de Chamonix). Dans le cas des vallées glaciaires creusées dans des roches résistantes, creusées essentiellement par abrasion, l’évolution postglaciaire du modelé des versants s’effectue sous la double contrainte lithologique (roches résistantes) et topographique (extrême raideur des parois) :
  - la décompression postglaciaire des versants permis l’existence d’écroulements de toutes tailles ;
  - la torrentialité ne s’exprime réellement que dans des zones très fracturées ou au contact de deux ensembles lithologiques (bassin du Bourg-d’Oisans) ;
  - les couloirs d’avalanches représentent le modelé le plus caractéristique. Les cônes d’avalanches se localisent ainsi à des altitudes relativement basses dans les massifs cristallins des Alpes (Oisans, Mont-Blanc).

### Dans les roches relativement meubles
Dans ces types de roches (flyschs, marnes, schistes, micaschistes), les vallées sont larges, évasées et les interfluves sont des reliefs mous aux formes très émoussées, où le fond n’est guère mieux creusé que dans les roches résistantes. Lorsque le pendage général est perpendiculaire à l’axe de la vallée, les deux versants sont nettement dissymétriques, à l’image de la vallée de l’Aigue Agnelle (Queyras schisteux). La gamme étendue des formes et formations que l’on peut relier à l’évolution postglaciaire du modelé des versants n’est que le reflet de la variété des conditions litho-structurales.

### Dans les roches sédimentaires à faciès contrastés
Les versants enregistrent ces variations de dureté sous formes d’escarpements et de replats structuraux, plus ou moins bien dégagés lors du passage du glacier. Le versant occidental du Grésivaudan, dans la partie orientale de la Grande-Chartreuse montre ainsi un replat structural très net au niveau du plateau des Petites Roches (entre 900 et 1 050 m d’altitude), correspondant à l’affleurement des calcaires tithoniques. Comme dans le cas précédent, l’évolution postglaciaire du modelé des versants est variée, du fait de la mosaïque litho-structurale.

## L’interprétation des vallées glaciaires
Les vallées glaciaires correspondent à d’anciennes vallées fluviales dont les eaux courantes avaient mis à profit les faiblesses structurales. La plupart de ces anciennes vallées ont pu être creusées dès l’Oligocène (Monjuvent, 1978).

### D’anciennes vallées fluviales
Les vallées glaciaires ont été rectifiées ou réaménagées par le passage des glaciers et sont souvent plus amples, rectilignes et lissées. Ainsi, la vallée de Chamonix est une « dépression structurale guidée par l’érosion », où les terrains sédimentaires du synclinal liasique, pincés entre les deux écailles cristallines du Mont Blanc et des Aiguilles Rouges ont pu facilement être déblayés (Veyret, 1959).

### Le rôle des zones de faiblesse structurale
Les vallées glaciaires sont localisées sur des zones de faiblesse structurales. C’est notamment le cas dans la plupart des vallées du massif du Mont-Blanc ou des fjords norvégiens, qui ne sont que des vallées glaciaires envahies par la mer. Les conditions tectoniques interviennent également dans le tracé des vallées affluentes, on l’a vu, ainsi que dans le tracé des vallées principales. Elles expliquent les tracés rectilignes et les coudes, à l’image de la vallée du haut Rhône de Gletsch au Léman, ou le coude de Martigny.